# Gladys Ekaru
Gladys Ekaru Emaniman, född 2 oktober 1999, är en kenyansk volleybollspelare (högerspiker). 
Ekaru började spela volleyboll 2016. Trots att ursprungligen inte varit speciellt entusiastisk fick Sharon Chepchumba henne att fortsätta. Hon spelar för Kenya Pipeline Company i KVF National League där hon säsongen 2022/2023 utsågs till bästa blockare. Med landslaget deltog hon i OS 2020  och VM 2022.